# Ottó József
Ottó József (Gyetva, 1861. június 5. – 1920.) magyar bölcseleti doktor, főreáliskolai tanár.

## Élete
Tanulmányait a budapesti egyetemen végezte, ahol tanári és bölcseletdoktori oklevelet szerzett. 1883-tól a Markó utcai (V. kerületi) állami főreáliskola testnevelő tanára volt. 1893-ban a közoktatásügyi miniszter külföldi tanulmányútra küldte, majd az ő megbízásából 1893 októberében és 1895-ben játéktanfolyamot rendezett a középiskolai tanárok számára. 1894-ben a Budapesten tartott demografiai congressus alkalmából külföldi és hazai ifjúsági játékokat oktatott. A közoktatási tanács megbízásából kidolgozta az új középiskolai tanterv számára a testgyakorlásra vonatkozó utasításokat. 1897-ben középiskolai tantervbe helyezte a magyar népi játékokat, korosztályok számára megfelelően csoportosítva.
A Magyar Olimpiai Bizottság elődjének, az Olimpiai Játékokat Előkészítő Bizottságnak alapító tagja volt a BTC képviselőjeként. A Budapesti Torna Club elnöke, a magyarországi tornatanítók egyletének és az országos közegészségügyi egyesület választmányi tagja volt.
Középiskolai testnevelő tanárként Hajós Alfrédot is tanította.
Sok cikket írt a testnevelési szaklapokba, a Tanáregyesületi Közlönybe és a Pallas nagy lexikonába (világtörténeti cikkek).

## Munkái
- I. Mátyás külföldi diplomacziája. Bpest, 1884.
- Ifjúsági játékok középiskolák számára. A nm. vallás- és közoktatásügyi m. kir. miniszterium megbízásából. A munka polgári- és kereskedelmi iskolák, nemkülönben tornaegyletek számára, valamint magánhasználatra is alkalmas. Uo. 1897.
- A testgyakorlás alapelemei. Pozsony, 1901. (Tudományos Zsebkönyvtár 90-91.)